# 中共恩平县委旧址
中共恩平县委旧址，位于中国广东省江门市恩平市牛江镇东边朗村新村南边，为恩平市的一个市级文物保护单位，类型为近现代重要史迹及代表性建筑，公布时间为1984年。为郑锦波的家宅。

## 概述
1938年11月初，中共恩平县工作委员会成立。书记由中共西南特委冯粲兼任，副书记兼组织部长郑锦波。1939年3月，中共恩平县工委改组为中共恩平县委员会，郑锦波任书记。旧址始建成于民国初年，二进深布局，前为水泥、青砖、钢筋结构的二层楼房，后为砖瓦平房。1982年，牛江公社管委会曾派工程队进行修理。1984年，恩平县人民政府公布该旧址为县级重点文物保护单位。